# Hugo de Leon Guimarães da Silva
Hugo de Leon Guimarães da Silva (* 4. Juli 1990) ist ein brasilianischer Volleyballspieler.

## Karriere
Guimarães da Silva begann seine Karriere 2010 in der Heimat bei Monte Christo. In der Saison 2013/14 spielte er in Indonesien bei Bank Jetang. Danach ging der Außenangreifer nach Griechenland, wo er je eine Saison bei GC Lamia und Panathinaikos Athen aktiv war. 2016/17 spielte er in der zweiten italienischen Liga bei Lupi Santa Croce. Im folgenden Jahr trat er für den polnischen Verein Warta Zawercie an. 2018 wurde der Brasilianer vom deutsch-österreichischen Bundesligisten Hypo Tirol Alpenvolleys Haching verpflichtet. Während im DVV-Pokal 2018/19 das Aus im Achtelfinale kam, erreichte Guimarães da Silva mit dem Verein in den Bundesliga-Playoffs das Halbfinale. Danach verließ er die Alpenvolleys.